# Beth und das Leben
Beth und das Leben (Originaltitel: Life & Beth) ist eine US-amerikanische Dramedy-Serie, die von Endeavor Content und Irony Point für die Walt Disney Company umgesetzt wurde. Die Premiere der Serie fand am 18. März 2022 auf dem US-Streamingdienst Hulu statt. Im deutschsprachigen Raum erfolgte die Erstveröffentlichung der Serie am 18. Mai 2022 durch Disney+ via Star als Original.

## Handlung
Von außen betrachtet führt Beth ein scheinbar perfektes Leben. Sie ist eine erfolgreiche Weinhändlerin und lebt in Manhattan zusammen mit einem attraktiven sowie ebenso erfolgreichen Mann, mit dem sie bereits in einer langjährigen Beziehung ist. Doch nach einem unerwarteten Zwischenfall, ist Beth dazu gezwungen, sich ihrer eigenen Vergangenheit zu stellen. Beth erinnert sich in Rückblenden an ihre nicht immer rosige Jugendzeit zurück und realisiert, wie sie zu der Person wurde, die sie heute ist, und wer sie gerne sein möchte. Fortan strebt Beth an, ihr Leben bewusster zu führen und es so auszugestalten, wie sie es sich vorstellt. Ein mutiger Schritt, der mit viel Durchhaltevermögen verbunden ist und so manche Herausforderung bereithält.

## Besetzung und Synchronisation
Die deutschsprachige Synchronisation entstand nach den Dialogbüchern von Dorothee Muschter, Martin Schalow und Claudia Sander sowie unter der Dialogregie von Dorothee Muschter durch die Synchronfirma Splendid Synchron in Berlin.

### Hauptdarsteller
| Rolle             | Schauspieler   | Synchronsprecher    |
| ----------------- | -------------- | ------------------- |
| Beth              | Amy Schumer    | Nicole Hannak       |
| Beth (Jugendlich) | Violet Young   | Magdalena Montasser |
| John              | Michael Cera   | Jeremias Koschorz   |
| Ann               | Susannah Flood | Jeany Walpuski      |
| Ann (Jugendlich)  | Lily Fisher    | Milena Rybiczka     |

### Nebendarsteller
| Rolle              | Schauspieler         | Synchronsprecher     |
| ------------------ | -------------------- | -------------------- |
| Leonard            | Michael Rapaport     | Oliver Rohrbeck      |
| Matt               | Kevin Kane           | Felix Spieß          |
| Meri               | Rosebud Baker        | Anja Rybiczka        |
| Clark              | Larry Owens          | Daniel Welbat        |
| Murray             | Murray Hill          | Michael Kargus       |
| Maya               | Yamaneika Saunders   | Elisa Bannat         |
| Maya (Jugendlich)  | Camiel Warren-Taylor | Daria Wolf           |
| Liz                | Rachel Feinstein     | Eva Thärichen        |
| Liz (Jugendlich)   | Grace Power          | Alma van Cauwelaert  |
| Jen                | Arielle Siegel       | Denise Zich          |
| Jess               | Sas Goldberg         | Katja Hiller         |
| LaVar              | Lavar Walker         | Peter Sura           |
| LaVar (Jugendlich) | Mykey Cooper         | Mik Dankou           |
| Mr. Douyon         | Jasper McGruder      | Reinhard Scheunemann |
| Amanda             | Ava Ryback           | Nina Schatton        |
| Bobby              | Griffin Reese        | Finn Posthumus       |
| Cesar              | Giovanni Lopes       | Michael Kühl         |
| Gerald             | Jon Glaser           | Armin Schlagwein     |
| Shlomo             | Gary Gulman          | Nicolai Tegeler      |
| Jackson            | Dylan Martin Frankel | Carlos Fanselow      |
| Charles            | Kenneth Dion Johnson | Matti Pillmann       |

### Episodendarsteller
| Rolle      | Schauspieler      | Synchronsprecher |
| ---------- | ----------------- | ---------------- |
| Kate       | Kate Berlant      | Jasmin Shaudeen  |
| John E.    | John Early        | Roland Wolf      |
| Aminata    | Janelle James     | Harriet Kracht   |
| Diane      | Karen Chamberlain | Susanne Szell    |
| Bestatter  | Hank Azaria       | Gerald Schaale   |
| Dr. B      | David Byrne       | Bernd Vollbrecht |
| Grubb      | Casey Webb        | Stefan Krause    |
| Rabbi      | Dave Attell       | Klaus-Peter Grap |
| Skyler     | Oliver Stern      | Emil Graf        |
| Travis     | Jonathan Groff    | Christoph Banken |
| Paxton     | David Mattle      | Titus Demirel    |
| Will       | Will Blagrove     | Johann Fohl      |
| Dr. Perrin | Swann Gruen       | Alexander Gaida  |
| Trevor     | Phil Wang         | Hannes Maurer    |

## Episodenliste

### Staffel 1
| Nr. (ges.) | Nr. (St.) | Deutscher Titel       | Originaltitel     | Erstveröffentlichung (USA) | Deutschsprachige Erstveröffentlichung (D/A/CH) | Regie         | Drehbuch           |
| ---------- | --------- | --------------------- | ----------------- | -------------------------- | ---------------------------------------------- | ------------- | ------------------ |
| 1          | 1         | Das Zeichen           | The Sign          | 18. März 2022              | 18. Mai 2022                                   | Amy Schumer   | Amy Schumer        |
| 2          | 2         | Wir trauern           | We’re Grieving    | 18. März 2022              | 18. Mai 2022                                   | Ryan McFaul   | Amy Schumer        |
| 3          | 3         | Draußen auf der Insel | Out On The Island | 18. März 2022              | 18. Mai 2022                                   | Ryan McFaul   | Colleen McGuinness |
| 4          | 4         | Pancakes              | Pancakes          | 18. März 2022              | 18. Mai 2022                                   | Amy Schumer   | Amy Schumer        |
| 5          | 5         | Der Jahrmarkt         | Fair              | 18. März 2022              | 18. Mai 2022                                   | Kevin Kane    | Amy Schumer        |
| 6          | 6         | Auf dem Boot          | Boat              | 18. März 2022              | 18. Mai 2022                                   | Ryan McFaul   | Emily Goldwyn      |
| 7          | 7         | Leonard               | Leonard           | 18. März 2022              | 18. Mai 2022                                   | Daniel Powell | Ron Weiner         |
| 8          | 8         | Heimkehr              | Homegoing         | 18. März 2022              | 18. Mai 2022                                   | Ryan McFaul   | Colleen McGuinness |
| 9          | 9         | Das MRT               | MRI               | 18. März 2022              | 18. Mai 2022                                   | Amy Schumer   | Amy Schumer        |
| 10         | 10        | Kiss From a Rose      | Kiss from a Rose  | 18. März 2022              | 18. Mai 2022                                   | Amy Schumer   | Amy Schumer        |

### Staffel 2
| Nr. (ges.) | Nr. (St.) | Deutscher Titel               | Originaltitel               | Erstveröffentlichung (USA) | Deutschsprachige Erstveröffentlichung (D/A/CH) | Regie         | Drehbuch                    |
| ---------- | --------- | ----------------------------- | --------------------------- | -------------------------- | ---------------------------------------------- | ------------- | --------------------------- |
| 11         | 1         | Vertrau mir                   | Trust Me                    | 16. Feb. 2024              | 20. März 2024                                  | Amy Schumer   | Amy Schumer                 |
| 12         | 2         | Who Dat?                      | Who Dat?                    | 16. Feb. 2024              | 20. März 2024                                  | Ryan McFaul   | Chuck Hayward & Mia Jackson |
| 13         | 3         | Mich kann nichts runterziehen | Nothing Can Get Me Down     | 16. Feb. 2024              | 20. März 2024                                  | Ryan McFaul   | Phoebe Walsh                |
| 14         | 4         | Diese Suppe wird gut          | This Soup is Gonna Be Good  | 16. Feb. 2024              | 20. März 2024                                  | Ryan McFaul   | Ron Weiner                  |
| 15         | 5         | Claire                        | Claire                      | 16. Feb. 2024              | 20. März 2024                                  | Daniel Powell | Daniel Powell               |
| 16         | 6         | Die Arbeit                    | The Work                    | 16. Feb. 2024              | 20. März 2024                                  | Ryan McFaul   | Tami Sagher                 |
| 17         | 7         | Dafür sind Freunde da         | That’s What Friends Are For | 16. Feb. 2024              | 20. März 2024                                  | Ryan McFaul   | Tova Diker                  |
| 18         | 8         | Sex unter der Dusche          | Shower Sex                  | 16. Feb. 2024              | 20. März 2024                                  | Kevin Kane    | Jeremy Beiler               |
| 19         | 9         | Toxisch                       | Toxic                       | 16. Feb. 2024              | 20. März 2024                                  | Amy Schumer   | Alison Leiby & Sahar Jahani |
| 20         | 10        | Straße nach Nirgendwo         | Road to Nowhere             | 16. Feb. 2024              | 20. März 2024                                  | Amy Schumer   | Amy Schumer                 |